# رحلة مسعود العمارتلي (مسلسل)
رحلة مسعود العمارتلي مسلسل تلفزيوني عراقي.

## الممثلون
- إنعام الربيعي.
- صادق علي شاهين.
- هند طالب.
- بهجت الجبوري.
- فوزية حسن.
- إيناس طالب.
- محمد طعمة التميمي.
- مناف طالب.
- خليل إبراهيم.
- ميمون الخالدي.[1]